# Nyceryx tacita
Espèce
Nyceryx tacita est une espèce d'insectes lépidoptères (papillons) qui appartient à la famille des Sphingidae, sous-famille des Macroglossinae, à la tribu des Dilophonotini, sous-tribu des Dilophonotina, et au genre Nyceryx.  

## Description
L'espèce est très proche de Nyceryx eximia eximia mais peut en être distingué par la zone jaune basale moins étendue de la face dorsale de l'aile postérieure et les détails du dessin de l'aile antérieure.

## Biologie
Les adultes volent toute l'année.

## Répartition
Nyceryx tacita, vole dans les plaines tropicales et subtropicales.
L'espèce est connue au Mexique, Panama, Guatemala, Costa Rica, Brésil, Bolivie et en Guyane française.

## Systématique
- L'espèce Nyceryx tacita a été décrite par l'entomologiste britannique Herbert Druce, en 1888, sous le nom initial de Perigonia tacita [2].
- La localité type est la province du Chiriqui au Panama.

### Synonymie
- Pachygonia tacita Druce, 1888 protonyme
- Neceryx clarki Fassl, 1915